# تری‌اتیلوکزونیوم تترافلوروبورات
تری اتیلوکزونیوم تترافلورو بورات (به انگلیسی: Triethyloxonium tetrafluoroborate) یک ترکیب شیمیایی با شناسه پاب‌کم ۲۷۲۳۹۸۲ است.